# Esterovestizione
Con esterovestizione s' intende una forma di evasione che consiste nella dissociazione tra residenza formale e residenza sostanziale attuata da una società al fine di ottenere indebiti vantaggi fiscali.
Tale dissociazione viene solitamente realizzata mediante trasferimento della residenza verso un Paese “a tassazione privilegiata”  (c.d. Paradiso fiscale) per evitare il meccanismo della tassazione globale, essendo la società tenuta a pagare in questo modo solo le imposte sui redditi prodotti all’ estero e non anche quelle sui redditi prodotti nello Stato di residenza.

## Normativa italiana
A partire dal 2023, attraverso il decreto legislativo n.209, i vecchi criteri per stabilire la residenza fiscale delle persone giuridiche, indicati all' art. 73 del TUIR, sono stati modificati e sostituiti da alcuni criteri nuovi, in linea con la disciplina transnazionale.
Ai sensi dell'art. 73 comma 3, per essere considerata residente in Italia una società deve possedere per la maggior parte del periodo d'imposta (almeno 183 giorni all' anno) alternativamente uno dei seguenti criteri: 
- la sede legale (risultante dallo statuto o dall'atto costitutivo della società);
- la sede di direzione effettiva (ovvero il luogo di assunzione continuativa e coordinata di decisioni strategiche riguardanti l'intera società);
- la gestione ordinaria in via principale (ossia il compimento continuo e coordinato di atti di gestione quotidiana riguardanti la società/ente nel suo complesso).

Tale riforma, ha inciso anche sulla presunzione relativa prevista nel comma 5-bis dell'articolo 73 del D.P.R. n. 917/1986 prevedendo che: salvo prova contraria, si considerano altresì residenti nel territorio dello Stato le società ed enti che detengono partecipazioni di controllo, ai sensi dell'articolo 2359, primo comma, del codice civile, nei soggetti di cui alle lettere a) e b) del comma 1, se, in alternativa: 
1. a) sono controllati, anche indirettamente, ai sensi dell'articolo 2359, primo comma , del codice civile, da soggetti residenti nel territorio dello Stato;
2. b) sono amministrati da un consiglio di amministrazione, o altro organo equivalente di gestione, composto in prevalenza di consiglieri residenti nel territorio dello Stato.

In base a tale meccanismo presuntivo, tali società residenti all' estero, in caso ci sia il sospetto di esterovestizione, potranno fornire la prova contraria della sussistenza reale all' estero della sede di direzione effettiva sia dello svolgimento della gestione ordinaria in via principale.
Infine, per contrastare tale fenomeno di portata internazionale, l'art 73 del TUIR al comma 5 prevede un'ulteriore presunzione legale relativa che consiste in un'inversione a carico del contribuente di fornire l'onere della prova sollevando l'amministrazione finanziaria dal compito di provare che un soggetto sia effettivamente residente in Italia malgrado abbia trasferito la residenza all' estero.

## Natura giuridica
In dottrina e in giurisprudenza esistono due orientamenti tra loro contrapposti circa la corretta qualificazione giuridica della fattispecie di esterovestizione: mentre alcuni sostengono una sua natura abusiva, altri invece preferiscono qualificarla come una forma di elusione.
La differenza che ha rilevanza essenzialmente probatoria consiste nella presenza o meno di un vantaggio fiscale effettivo ottenuto dalla società: considerare infatti tale fenomeno come un abuso del diritto comporterebbe un onere in capo all'Amministrazione di dimostrare che il trasferimento fittizio della residenza abbia comportato un reale vantaggio dal punto di vista fiscale. 
Diversamente, se si considera l'esterovestizione come una forma di elusione, tale vantaggio fiscale non deve essere necessariamente provato essendo sufficiente che la società possieda uno dei requisiti stabiliti all' art. 73 del TUIR. 
Inoltre, ipotizzare che tale fenomeno sia un caso di abuso del diritto, comporterebbe maggiori garanzie per il contribuente sia a livello processuale, aprendo la possibilità al contribuente di contestare l’abuso, sia sanzionatorie: non costituendo l'abuso del diritto uno specifico reato a differenza dell'elusione.
A tal proposito La Corte di Cassazione, dopo aver per lungo tempo considerato l'esterovestizione come fenomeno abusivo, e quindi ritenuto rilevante ai fini dell'accertamento la sussistenza di un vantaggio fiscale conseguito dalla società, in una pronuncia (l’ordinanza n. 23150 del 25 luglio 2022) ha compiuto un’inversione di rotta definendo tale fenomeno come elusivo, considerando rilevanti solamente i criteri stabiliti nel TUIR, riducendo il vantaggio fiscale alla natura di mero indizio.

## Esterovestizione vs libertà di stabilimento

### La libertà di stabilimento e il Caso Cadbury-Schweppes
La libertà di stabilimento è prevista dagli art. 45-55 del Trattato sul Funzionamento dell'Unione Europea ed è una delle libertà fondamentali funzionali a garantire l'effettivo operato del mercanto interno della stessa Unione Europea. Tale libertà trova fondamento e tutela nei principi di non discriminazione e di non restrizione, che costituiscono principi cardine al fine di assicurare uno spazio economico comune. Nel corso del tempo, sono state emanate importanti decisioni in merito ai problemi giuridici connessi con la mobilità inter-ordinamentale delle società all'interno dei Paesi dell'Unione Europea; queste controversie, pur toccando principalmente profili attinenti all'ambito civile e societario, hanno avuto un'influenza significativa anche nel campo tributario. Da tali casi sono scaturite importanti pronunce che hanno dato avvio ad un processo che ha favorito il passaggio da uno spazio economico europeo ad uno spazio giuridico comune tale che, una volta che le società siano state costituite secondo l'ordinamento d'origine, queste diventano parte del mercato unico dell'unione europea e ciò significa che tutte le società, indipendentemente dal Paese in cui sono stabilite, devono poter competere su basi eque e non discriminatorie. 
Tale fondamentale principio è stato enucleato nella sentenza “Cadbury Schweppes e Cadbury Schweppes Overseas”, risalente al 2006; alla base della vicenda c'è il fatto che l'amministrazione fiscale britannica aveva negato ad una società holding, costituita in Inghilterra, la possibilità di beneficiare del credito d'imposta previsto dalla normativa nazionale per le tasse pagate da due società controllate con sede in Irlanda. La società holding aveva costituito le sue controllate in Irlanda con l'intento di usufruire di un livello di tassazione inferiore. La questione è stata esaminata per valutare se tale diniego fosse o meno contabile con la libertà di stabilimento. In occasione di tale controversia, la Corte di Giustizia dell'Unione Europea ha precisato che non contrasta, di per sé, con la libertà di stabilimento il fatto che una società sia stata creata in uno Stato europeo al fine di ottenere vantaggi fiscali, a meno che tale società non sia stata creata con l'unico scopo di eludere la legge tributaria, essendo priva di effettività economica;nel caso di specie, quindi, i giudici europei hanno dichiarato che il trattamento posto in essere dall'amministrazione fiscale inglese costituiva una restrizione ingiustificata della libertà di stabilimento della società controllante, precisando che, “nel valutare il comportamento del soggetto imponibile si deve tener particolarmente presente l'obiettivo perseguito dalla libertà di stabilimento”. Questo importante orientamento ha indotto un cambio di posizione da parte degli operatori giuridici sia nei riguardi dell'utilizzo di società estere sia nei riguardi della pianificazione fiscale, ora considerata come legittima ove conseguita con una genuina ricerca dell'ordinamento giuridico più conveniente sotto il profilo della relativa fiscalità.

### Il Caso Dolce & Gabbana
Il caso Dolce & Gabbana, che ha coinvolto i famosi stilisti italiani Domenico Dolce e Stefano Gabbana, ha avuto rilevanza sia sotto il profilo penale sia sotto il profilo tributario. La vicenda nasce da una riorganizzazione del gruppo avvenuta intorno al 2013, tramite la quale vennero ceduti i marchi ad una società residente in Lussemburgo, controllata da un’altra società, sempre lussemburghese. La società acquirente concedeva poi i marchi in licenza per 12 anni alla sua controllante, con facoltà di stipulare contratti di sub-licenza a fronte del pagamento di royalty da determinare percentualmente sul fatturato in misura compresa tra il 3% e l’8%, con un minimo garantito. All’esito dell’operazione, i due stilisti percepivano il relativo reddito non più sotto forma di royalty ma di dividendo, con un regime fiscale più favorevole. Il corrispettivo della cessione alla società lussemburghese veniva assoggettato a tassazione dai due stilisti ma il Fisco contestava la congruità del prezzo (base imponibile) della cessione. Secondo l’Agenzia delle entrate italiana, infatti, il corrispettivo pattuito non sarebbe stato concordato a valori di mercato e tale circostanza avrebbe rappresentato il fulcro di un disegno che avrebbe consentito ai due stilisti di ottenere il vantaggio fiscale indebito consistente nella minore tassazione ai fini IRPEF. 
Parallelamente l’Agenzia delle entrate contestava l’esterovestizione della società lussemburghese (nuova proprietaria dei marchi) sulla base della supposta assenza di organizzazione di impresa della stessa e del fatto che gli impulsi imprenditoriali continuassero a promanare dall’Italia. L’argomentazione su cui si è maggiormente imperniata la difesa dei contribuenti è stata, sia in ambito penale, che nei connessi procedimenti tributari, quella di sostenere che la riorganizzazione era sorretta dalla necessità di trasferire in una società un marchio diventato globale, svincolandolo così dalle vicende personali e dai patrimoni dei due stilisti. La decisione di avvalersi di società lussemburghesi sarebbe stata quindi giustificata dalla volontà di collocare i marchi su un mercato finanziario appetibile, in vista dell’eventuale quotazione in borsa, e di ottimizzare il posizionamento fiscale in forza del ruling stipulato con l’Amministrazione finanziaria lussemburghese, in base al quale le imposte sui redditi dovute sono calcolate con un’aliquota del 4%.
Il procedimento penale riguardò i reati di truffa aggravata ai danni dello Stato ex art. 640, comma 2, c.p. e di dichiarazione infedele ex art. 4, D.Lgs. n. 74/2000. Per l’accusa, i reali titolari dei marchi sarebbero le persone fisiche apparentemente cedenti e residenti in Italia e la catena societaria sarebbe stata creata per impedire l’applicazione delle imposte Italiane su una manifestazione reddituale determinatasi nel territorio dello Stato (integrando così un caso di esterovestizione). La sede lussemburghese della società sarebbe dunque fittizia e la residenza fiscale della stessa avrebbe dovuto continuare ad essere individuata in Italia.
Al termine di una lunga e intricata vicenda processuale, la Corte di cassazione con la sentenza n. 43809 del 2015 assolve gli imputati in quanto non vi erano sufficienti motivi per ritenere che Dolce e Gabbana avessero agito con dolo, ossia con l’intenzione di frodare il Fisco (circostanza fondamentale per integrare la fattispecie di reato). 
La vicenda è quindi centrale anche dal punto di vista tributario in quanto ha permesso di sancire alcune statuizioni fondamentali dal punto di vista del rapporto fra libertà di stabilimento ed esterovestizione. La Corte afferma infatti che il vantaggio fiscale non è indebito sol perché l’imprenditore sfrutta le opportunità offerte dal mercato o da una più conveniente legislazione fiscale ma lo è se è ottenuto attraverso situazioni non aderenti alla realtà, di puro artificio. 
Nella stessa sentenza la Corte analizza il fenomeno di esterovestizione, qualificandolo come un “abuso del diritto di stabilimento” sussumibile nel reato di omessa dichiarazione, ex art. 5, D.Lgs. n. 74/2000 anche se, nel caso di specie, l’esistenza di una struttura di puro artificio creata con la sola finalità di evadere le imposte in Italia, non è ritenuta sussistente .
Un'altra sentenza avente per oggetto l'esterovestizione e la libertà di stabilimento, consiste nella pronuncia di Cassazione n. 2869/2013 nel quale si precisa inoltre che tale fenomeno costituisce una forma di abuso del diritto e non di elusione. Ma nel caso di specie la Corte non considera l'esterovestizione come abuso di norma tributaria bensì di norma comunitaria, ponendosi in contrasto con la libertà di stabilimento che permette ad un cittadino di poter costituire una società in qualsiasi Stato europeo purché venga effettivamente esercitata un’attività economica e non sia solamente una società “schermo” nata per eludere la disciplina tributaria.